# Tricyrtis macropoda
Espèce
Classification phylogénétique
Tricyrtis macropoda est une espèce de plantes de la famille des Liliacées, originaire de Chine et du Japon.
Comme les espèces de ce genre, Tricyrtis macropoda est souvent dénommée Lis crapaud.
Nom chinois : 油点草

## Description
Tricyrtis macropoda est une plante herbacée pérenne pouvant atteindre 80 cm de haut.
La partie inférieure de la plante est glabre, alors que sa partie supérieure est finement pubescente. Les feuilles sont alternes, ovales-elliptiques, oblongues, pouvant atteindre jusqu'à 12 cm de long.
Sa floraison dure tout l'été : juillet à septembre.
Comme pour le genre, la fleur est composée de six sépales (rabattus à maturité) : trois extérieurs avec sept nervures, trois intérieurs avec cinq nervures.
Elle porte six étamines. Son pistil, triloculaire, tubulaire, est profondément divisé à sa moitié supérieure, où chaque partie est perpendiculaire à son axe sur une importante longueur (du tiers à la moitié de la longueur totale du pistil) et avec l'extrémité recourbée.
Les graines, nombreuses par locule, sont de petite taille et aplaties.

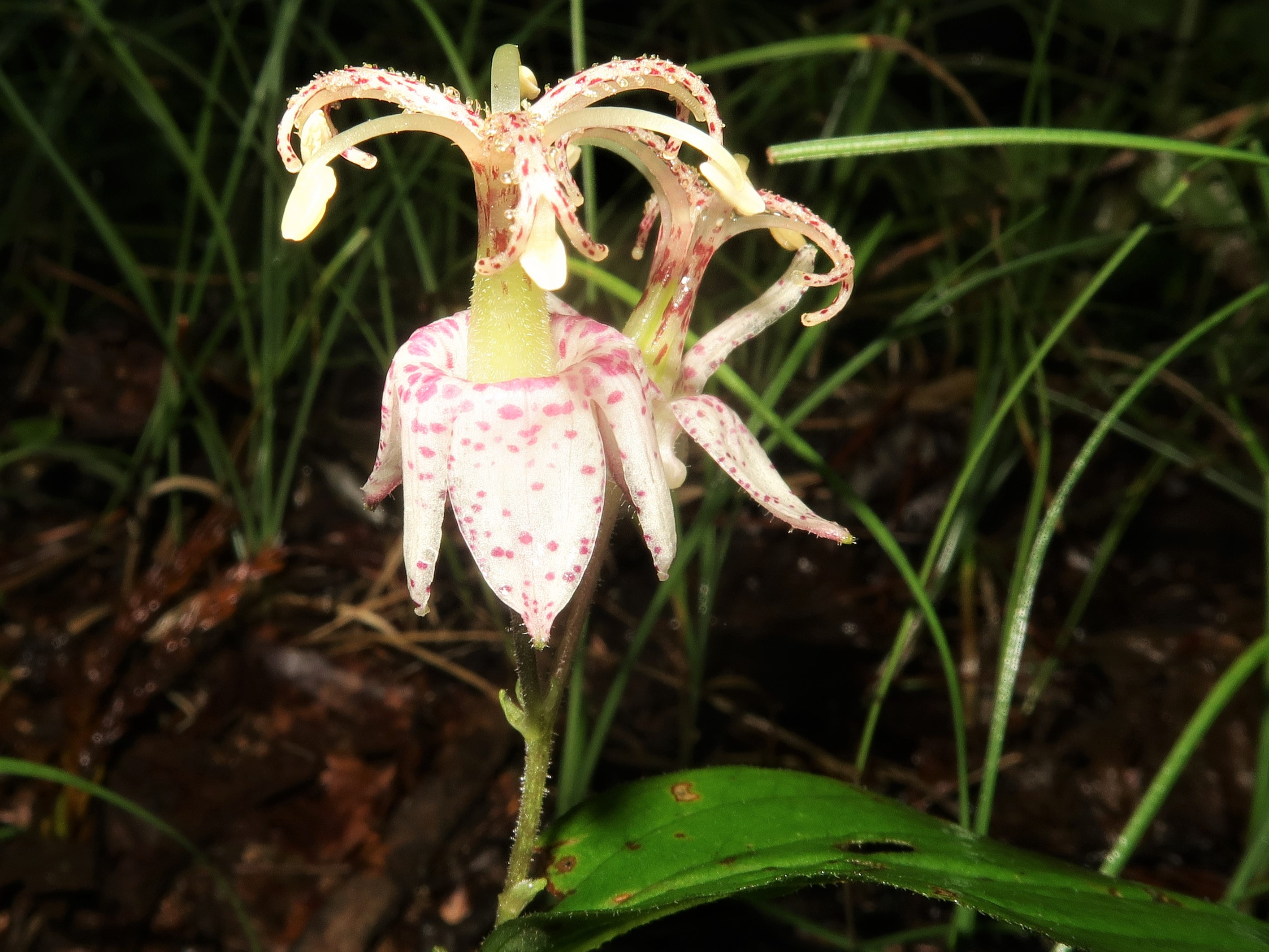
Détail de deux fleurs. Les étamines et les trois divisions du pistil (tachetées) sont nettement visibles.

Comme toutes les espèces du genre, elle compte 2 × n = 26 chromosomes.

## Distribution
Comme les autres espèces du genre, Tricyrtis macropoda est originaire d'Asie, de Chine (Anhui, Fujian, Guangdong, Guangxi, Guizhou, Hubei, Hunan, Jiangsu, Jiangxi, Shaanxi et Zhejiang) et du Japon. Sa large utilisation ornementale l'a répandue à l'ensemble des pays à climat tempéré, en particulier en France.
Elle affectionne les terrains humides ombragés, en forêt, talus herbeux et crevasses rocheuses. Dans sa région d'origine, elle est présente entre 800 et 2 400 m d'altitude.

## Historique et position taxinomique
En 1869, Friedrich Anton Wilhelm Miquel décrit cette plante dans le genre Tricyrtis : Tricyrtis macropoda.
En 1881, John Gilbert Baker en fait une description très complète. Il préfère le genre Tricyrtis au genre Compsoa, malgré l'antériorité de ce dernier.
En 1891, Carl Ernst Otto Kuntze se remémore la description du genre Compsoa par David Don en 1825, constate l'antériorité de cette dénomination sur celle de Nathaniel Wallich et renomme donc cette espèce : Compsoa macropoda (Miq.) Kuntze.
Cette espèce compte plusieurs variétés et sous-espèces :
- Tricyrtis macropoda subsp. affinis (Makino) Kitam. (1964) : voir Tricyrtis affinis Makino
- Tricyrtis macropoda var. chiugokuensis (Koidz.) Ohwi (1965)
- Tricyrtis macropoda fo. glabrescens (Koidz.) Masam. (1930)
- Tricyrtis macropoda var. glabrescens Koidz. (1924)
- Tricyrtis macropoda fo. hirsuta (Koidz.) Masam. (1930)
- Tricyrtis macropoda var. hirsuta Koidz. (1924)
- Tricyrtis macropoda var. nomurae Hir.Takah.bis (1980)

## Utilisation
Cette espèce est largement utilisée en horticulture ornementale : cette utilisation l'a répandue dans l'ensemble des pays à climat tempéré. Deux principales variétés horticoles sont disponibles :
- Tricyrtis macropoda 'Tricolor'
- Tricyrtis macropoda 'Yungi Temple Form'

Une utilisation alimentaire des jeunes feuilles est signalée.